# Charles Read

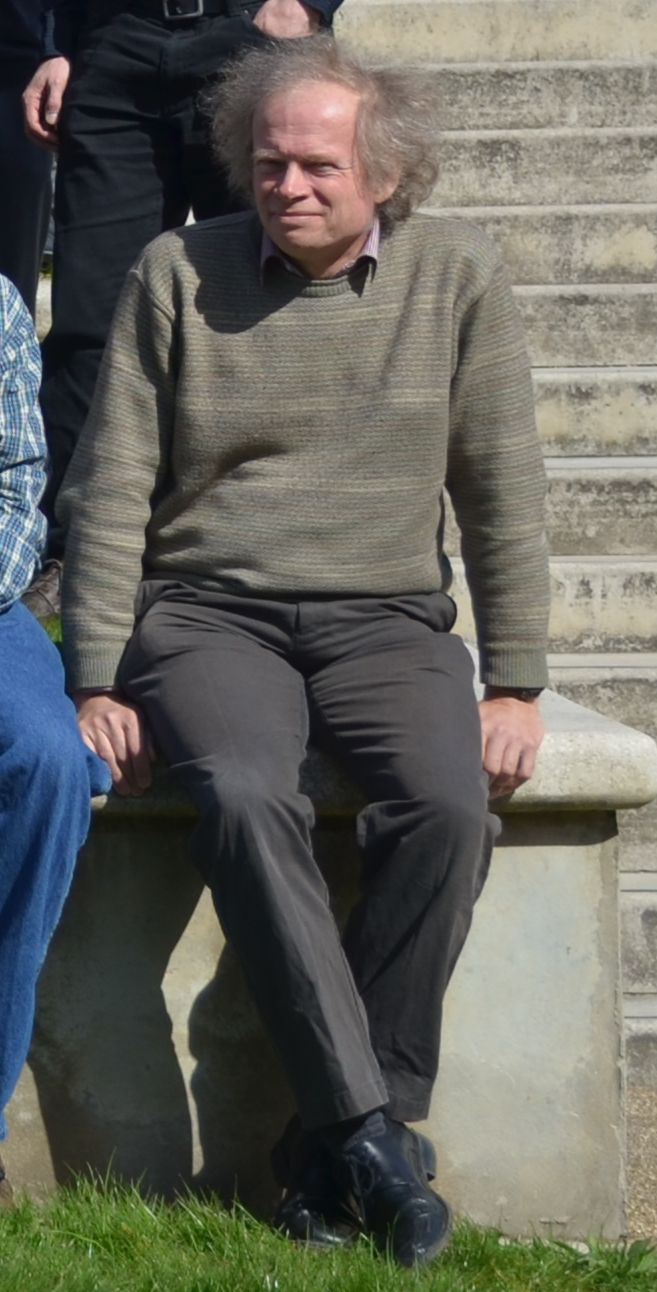
Charles Read, kwiecień 2013

Charles John Read (ur. 16 lutego 1958 w Londynie, zm. 18 sierpnia 2015 w Winnipeg) – brytyjski matematyk, profesor Uniwersytetu w Leeds. Znany z negatywnego rozwiązania problemu podprzestrzeni niezmienniczej na pewnych przestrzeniach Banacha (w tym na przestrzeni ℓ1). Doktoryzował się w 1984 w Trinity College na Uniwersytecie w Cambridge na podstawie rozprawy Some Problems in the Geometry of Banach Spaces napisanej pod kierunkiem Béli Bollobása.